# Episodi di Heartbeat (quattordicesima stagione)
La quattordicesima stagione della serie televisiva Heartbeat è stata trasmessa in anteprima nel Regno Unito dalla ITV1 tra il 5 settembre 2004 e il 5 giugno 2005.
| nº | Titolo originale           | Titolo italiano | Prima TV UK       | Prima TV Italia |
| -- | -------------------------- | --------------- | ----------------- | --------------- |
| 1  | Money, Money, Money        | inedito         | 5 settembre 2004  | inedito         |
| 2  | Secrets and Lies           | inedito         | 12 settembre 2004 | inedito         |
| 3  | Fakers and Frauds          | inedito         | 19 settembre 2004 | inedito         |
| 4  | The Happiest Day           | inedito         | 26 settembre 2004 | inedito         |
| 5  | Hunter's Moon              | inedito         | 3 ottobre 2004    | inedito         |
| 6  | Wrecked                    | inedito         | 10 ottobre 2004   | inedito         |
| 7  | Say It with Flowers        | inedito         | 17 ottobre 2004   | inedito         |
| 8  | Precious Stones            | inedito         | 31 ottobre 2004   | inedito         |
| 9  | Buried Secrets             | inedito         | 7 novembre 2004   | inedito         |
| 10 | Stormy Weather             | inedito         | 14 novembre 2004  | inedito         |
| 11 | Who's Sorry Now?           | inedito         | 21 novembre 2004  | inedito         |
| 12 | In Sickness and in Health  | inedito         | 28 novembre 2004  | inedito         |
| 13 | In the Bleak Midwinter     | inedito         | 26 dicembre 2004  | inedito         |
| 14 | Blast from the Past        | inedito         | 13 marzo 2005     | inedito         |
| 15 | Icon                       | inedito         | 20 marzo 2005     | inedito         |
| 16 | Golf Papa One Zero         | inedito         | 27 marzo 2005     | inedito         |
| 17 | The Long View              | inedito         | 3 aprile 2005     | inedito         |
| 18 | A Wolf in Sheep's Clothing | inedito         | 10 aprile 2005    | inedito         |
| 19 | Friends and Relations      | inedito         | 17 aprile 2005    | inedito         |
| 20 | Off the Rails              | inedito         | 24 aprile 2005    | inedito         |
| 21 | Rustlers and Hustlers      | inedito         | 1º maggio 2005    | inedito         |
| 22 | Duty of Care               | inedito         | 8 maggio 2005     | inedito         |
| 23 | Shadows from the Past      | inedito         | 15 maggio 2005    | inedito         |
| 24 | Every Dog His Day          | inedito         | 22 maggio 2005    | inedito         |
| 25 | Services Rendered          | inedito         | 29 maggio 2005    | inedito         |
| 26 | Bin Man                    | inedito         | 5 giugno 2005     | inedito         |